# Locminé
Locminé (tiếng Breton: Logunec'h) là một xã ở tỉnh Morbihan trong vùng Bretagne tây bắc Pháp. Xã này có diện tích 4,86 km², dân số năm 1999 là 3430 người. Khu vực này có độ cao từ 69-153 mét trên mực nước biển.

## Tiếng Bretagne
Năm 2007, có 12,4% trẻ em học trường song ngữ ở cấp tiểu học.